# El-Assasif

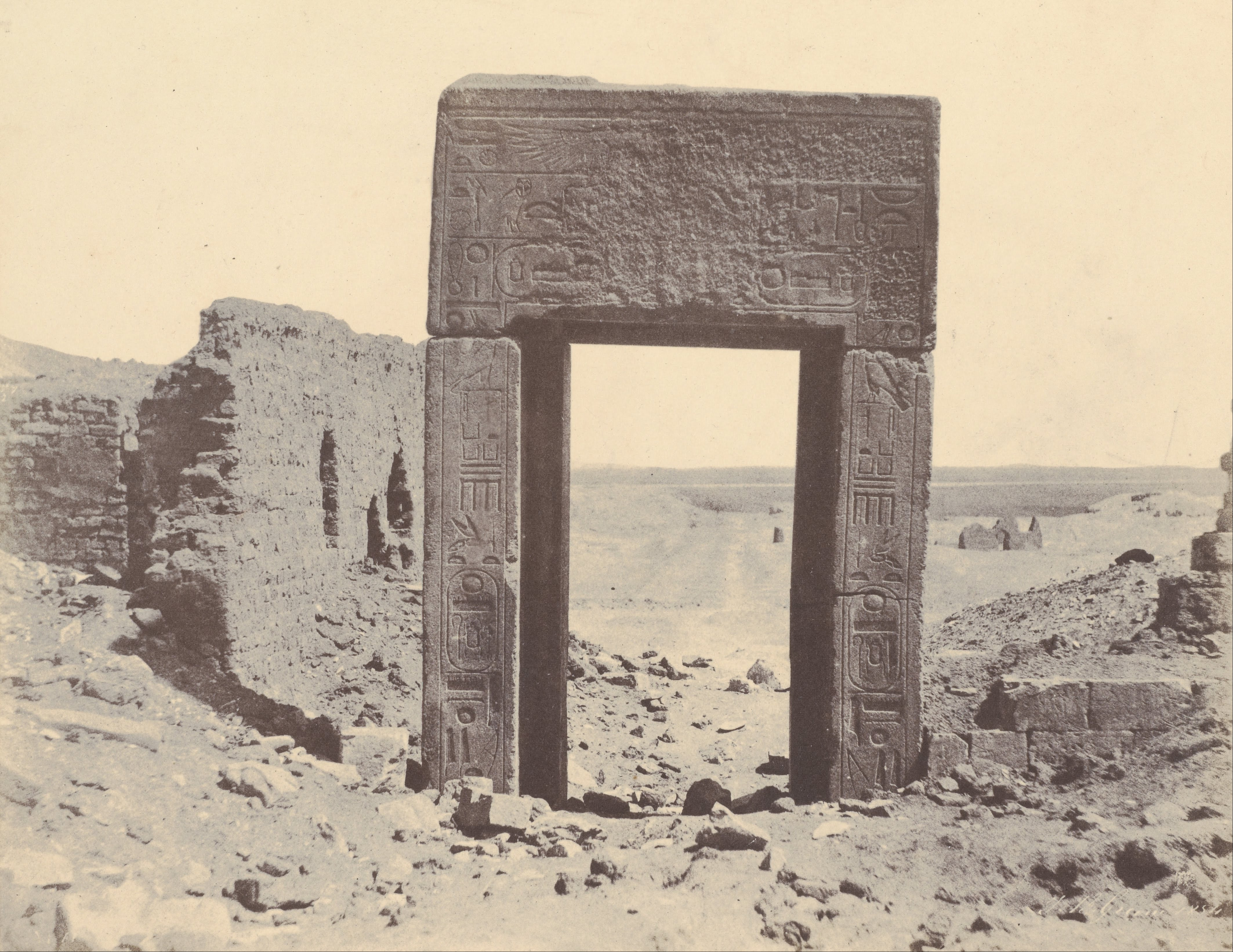
1853-54: Porta in granito rosa dalla necropoli di el-Assasif

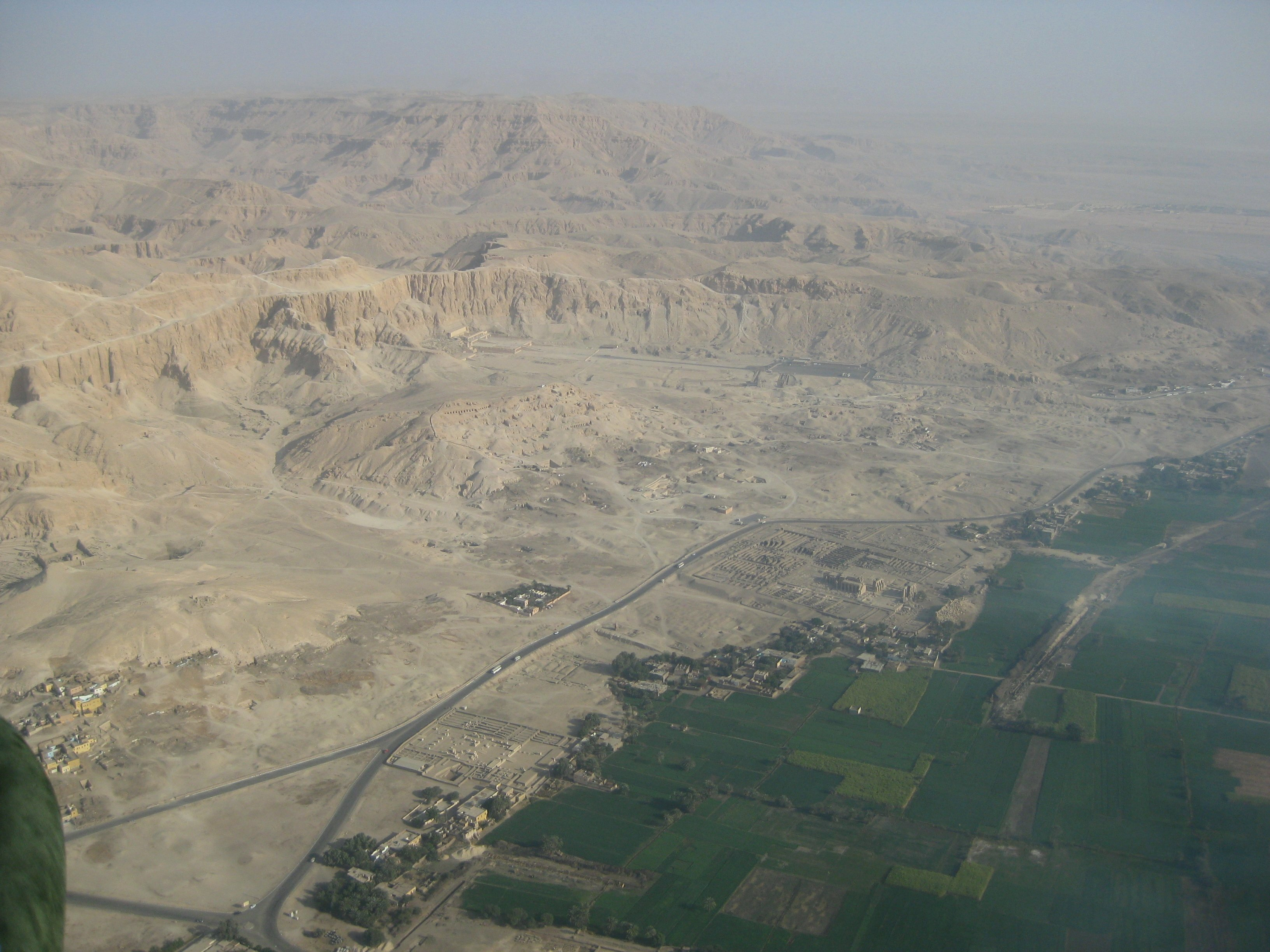
Veduta aerea dell'area

El-Assasif è un'area sita sulla sponda occidentale del Nilo, in Egitto, di fronte all'attuale città di Luxor. Si tratta di una delle necropoli che costituiscono la cosiddetta Necropoli tebana, iscritta dall'UNESCO nella lista come Patrimonio dell'umanità, e che ricomprende le necropoli di Qurnet Murai, el-Tarif, Dra Abu el-Naga, el-Khokha e Sheikh Abd el-Qurna.
L'area complessiva che ne deriva è meglio nota come Tombe dei Nobili dacché ospita quasi 500 tombe di funzionari e dignitari delle corti faraoniche, dai tempi più remoti del Predinastico fino al periodo Tolemaico, con particolare concentrazione di sepolture relative alle dinastie XVIII-XIX e XX, confluenti nel Nuovo Regno. Benché non strettamente riservata ai nobili, rientra nell'area anche la necropoli degli operai di Deir el-Medina che costruivano le tombe, e garantivano la manutenzione, anche alle tombe delle vicine Valle dei Re e Valle delle Regine.
La traduzione di el-Assasif è ignota. Si tratta di una valle che si inerpica verso Deir el-Bahari, nei pressi del Tempio funerario di Hatshepsut, ed è delimitata a sud da el-Khokha e dalla collina di Sheikh Abd el-Qurna. Ospita alcune tombe della XVIII dinastia, nonché altre del Periodo ramesside, della XXV e XXVI dinastia.
Benché ospiti alcune delle più importanti tombe del Periodo Tardo, e segnatamente della XXV e XXVI dinastia, l'area sud della necropoli è di difficile individuazione giacché non esistono vestigia così visibili che possano aiutare a individuarla; si trova, di fatto, a circa 300 m a sud-ovest della TT34 di Montuemhet. Le tombe, inoltre, sono quasi del tutto coperte dal moderno abitato di Horobat tanto che, in alcuni casi, le abitazioni sono state ricavate all'interno delle stesse tombe e, nel corso dei millenni, larga parte delle murature originali sono state utilizzate per edificare le successive abitazioni. Alla metà degli anni '70 del XX secolo le tombe della necropoli vennero visitate per l'ultima volta; in tale occasione l'egittologo tedesco Diethelm Eigner scattò alcune fotografie della TT223 nella parte ancora parzialmente accessibile e dichiarò che la stessa, e le tombe ad essa più prossime, erano così tanto invase da detriti, tanto danneggiate dall'essere state usate come abitazioni, stalle e come cave di materiali, che erano da considerarsi irrimediabilmente perse.
Il dissesto delle sepolture dell'area sud di el-Assasif venne ulteriormente accelerato negli anni '90 dello stesso secolo per forti inondazioni che causarono il crollo di alcuni dei locali; ne conseguì che le stesse vennero praticamente dimenticate dalle istituzioni accademiche. Nel 2006, tuttavia, con il "South Asasif Conservation Project" dell'American University in Cairo, sotto la direzione dell'egittologa Elena Pischikova, si è iniziato un recupero di alcune delle più importanti: TT223 di Kerakhamon, considerato da Gardiner e Weigall come Principe ereditario; TT390 di Irtyrau, Scriba femmina e Capo guardiano della Divina Adoratrice di Amon Nitocris I e TT391 di Karabasken, Quarto Profeta di Amon e Governatore di Tebe.

## Tombe della necropoli
- TT192 - Kharuef (XVIII dinastia);
- AT28 - Amen-Hotep, Visir (XVIII dinastia);
- TT34 - Mentuemhet (XXV dinastia);
- TT27 - Sheshonq (XXVI dinastia);
- TT33 - Pediamenopet (XXVI dinastia);
- TT36 - Ibi (XXVI dinastia);
- TT37 - Harwa (XXVI dinastia);
- TT188 - Parennefer (XXVI dinastia);
- TT279 - Pabasa (XXVI dinastia);
- TT388 - sconosciuto (XXVI dinastia);
- TT389 - Basa (XXVI dinastia);
- TT410 - Mutirdis (XXVI dinastia);
- TT414 - Ankhhor (XXVI dinastia);

### Annotazioni
1. ↑  La planimetria non è in scala ed ha valore esclusivamente di visione d'insieme; l'ubicazione delle singole sepolture non è topograficamente esatta, ma vuole visualizzare la concentrazione delle tombe in alcune aree, nonché il "disordine" con cui le stesse sono state classificate.
2. ↑  Foto del 1853-54 di John Beasly Greene (1832-1856).
3. ↑  I campi della Duat, ovvero l'aldilà egizio, si trovavano, secondo le credenze, proprio sulla riva occidentale del grande fiume.
4. ↑  Nella sua epoca di utilizzo, l'area era nota come "Quella di fronte al suo Signore" (con riferimento alla riva orientale, dove si trovavano le strutture dei Palazzi di residenza dei re e i templi dei principali dei) o, più semplicemente, "Occidente di Tebe".
5. ↑  Secondo una nota del testo di Gardiner e Weigall del 1913 (pag. 12, nota 1), Mahmhud Effendi Rushdy (non meglio precisato) avrebbe tradotto il termine come "passaggio sotterraneo per accedere all'aldilà", ma gli stessi autori ritengono non esistere significato idoneo e, in tal senso, citano Macartney C.H. (non meglio precisato) ed un lexicon.
6. ↑  Il titolo di principe ereditario non necessariamente indicava il successore al trono, ma era spesso usato come titolo semplicemente onorifico.

### Fonti
1. ↑  Donadoni 1999, , p. 115.
2. ↑  Gardiner e Weigall 1913, , p. 13.
3. 1 2  Pischikova 2013.
4. ↑  (EN) Sito del South Asasif Conservation Project:, su southasasif.com. URL consultato il 04.01.2019.
5. ↑  Gardiner e Weigall 1913, p. 36.